# Szentgyörgyvár
Szentgyörgyvár là một thị trấn thuộc hạt Zala, Hungary. Thị trấn này có diện tích 11,66 km², dân số năm 2010 là 314 người, mật độ 27 người/km².